# Епархия Спрингфилда (Массачусетс)

Герб епархии Спрингфилда

Епархия Спрингфилда (лат. Dioecesis Campifontis) — епархия Римско-Католической церкви с центром в городе Спрингфилд, Массачусетс, США. Епархия Спрингфилда входит в митрополию Бостона. Кафедральным собором епархии Спрингфилда является Собор святого Михаила в городе Спрингфилд, штат Массачусетс.

## История
14 июня 1870 года Римский папа Пий IX издал бреве Ex commissi Nobis, которой учредил епархию Спрингфилда, выделив её из епархии Бостона.
14 января 1950 года епархия Спрингфилда уступила часть своей территории новой епархии Вустера.

## Ординарии епархии
- епископ Патрик Томас O’Рейли[англ.] (23.06.1870 — 28.05.1892)
- епископ Томас Даниэль Бивен[англ.] (09.08.1892 — 05.10.1920)
- епископ Томас Майкл O’Лири[англ.] (16.06.1921 — 10.10.1949)
- епископ Кристофер Джозеф Уэлдон[англ.] (28.01.1950 — 15.10.1977)
- епископ Джозеф Фрэнсис Магуайр[англ.] (15.10.1977 — 27.12.1991)
- епископ Джон Алоизиус Маршалл[англ.] (18.02.1991 — 03.07.1994)
- епископ Томас Людгер Дюпре[англ.] (14.03.1995 — 11.02.2004)
- епископ Тимоти Энтони Макдоннелл[англ.] (09.03.2004 — 19.06.2014)
- епископ Митчелл Томас Розански[англ.] (19.06.2014 — 10.06.2020) — назначен архиепископом Сент-Луиса
- епископ Уильям Дрейпер Бирн[англ.] (с 14.10.2020)

## Источник
- Annuario Pontificio, Libreria Editrice Vaticana, Città del Vaticano, 2003, ISBN 88-209-7422-3
- Бреве Ex commissi Nobis, Pii IX Pontificis Maximi Acta. Pars prima, Vol. V, Romae 1871, стр. 202  (англ.)